# Cholmskij rajon (Oblast' di Novgorod)
Lo Cholmskij rajon (in russo Холмский район?) è un rajon dell'Oblast' di Novgorod, nella Russia europea, con capoluogo Cholm. Istituito nel 1928, ricopre una superficie di 2.178,69 chilometri quadrati ed ospita una popolazione di circa 6.800 abitanti.